# Son patron et son matelot
Pour plus de détails, voir Fiche technique et Distribution.
Son patron et son matelot (A Girl, a Guy, and a Gob) est un film américain réalisé par Richard Wallace et sorti en 1941.

## Synopsis
Stephen travaille pour une société de transport maritime. Il fait la connaissance de Dorothy qu'il engage comme secrétaire. Mais elle a un fiancé, un marin qui veut l'épouser avant de reprendre la mer.

## Fiche technique
- Titre original : A Girl, a Guy, and a Gob
- Réalisation  : Richard Wallace
- Scénario : Frank Ryan, Bert Granet, Grover Jones
- Producteur : Harold Lloyd
- Société de production : RKO Radio Pictures
- Montage : George Crone
- Musique : Roy Webb
- Format : 1.37 : 1, 35 mm, noir et blanc, son mono
- Genre : Comédie loufoque, comédie romantique
- Durée : 91 minutes
- Dates de sortie :
  - États-Unis : 4 mars 1941
  - France : 2 juillet 1947
- Budget : 412 000 $
- Box office : 848 000 $

## Distribution
- George Murphy : Claudius J. 'Coffee Cup' Cup
- Lucille Ball : Dorothy 'Dot' / 'Spindle' Duncan
- Edmond O'Brien : Stephen Herrick
- Henry Travers : Abel Martin
- Franklin Pangborn : le propriétaire du magasin d'animaux
- George Cleveland : Pokey 'Pop' Duncan
- Kathleen Howard : Jawme Duncan
- Marguerite Chapman : Cecilia Grange
- Lloyd Corrigan : Pigeon Duncan
- Mady Correll : Cora
- Frank McGlynn Sr. : 'Panky' Pankington
- Doodles Weaver : Eddie 'Ed'
- Frank Sully : Salty
- Nella Walker : Mme Grange
- Richard Lane : Officier
- Irving Bacon : M. Albert Merney
- Rube Demarest : Ivory
- Charles Smith : Messager
- Nora Cecil : Femme de ménage
- Robert McKenzie : Concierge
- Bud Osborne : Un curieux
- John George : Vendeur de journaux
- Steve Pendleton : M. Adams

## Réception
Selon les dossiers de RKO, le film a réalisé un bénéfice de 49 000 $.